# Sirusho
Siranush Harutyunyan (Armensk: Սիրանուշ Հարությունյան) (Født 7. januar 1987), bedre kendt som Sirusho (Armensk: Սիրուշո), er en armensk sangerinde. Hun er født i Yerevan i Armenien. Hun optrådte første gang på en stor scene i Canada som 7-årig. Som 9-årig fik hun en pris for sin sang Lusabets.
Hun har givet koncerter på mange internationale scener i Canada, Belgien, USA, Grækenland, Polen, Tyskland, Frankrig, Georgien, Iran og Rusland.
I 2008 repræsenterede hun Armenien i Eurovision Song Contest i Beograd, Serbien.
1. ↑  Navnet er anført på engelsk og stammer fra Wikidata hvor navnet endnu ikke findes på dansk.
2. ↑  Navnet er anført på bokmål og stammer fra Wikidata hvor navnet endnu ikke findes på dansk.